# 邢洪
邢洪（1453年—？），字德裕，山西太原府忻州定襄縣人，軍籍，明朝政治人物。

## 生平
山西鄉試第四十九名舉人。成化二十三年（1487年）中式丁未科會試第三百二十三名，三甲第二百三十一名進士。

## 家族
曾祖邢奉祖；祖父邢安；父邢子温，母胡氏。具庆下。